# Undeloh
Undeloh là một đô thị thuộc huyện Harburg, bang Niedersachsen, Đức. Đô thị này có diện tích 48,2 km².